# بیمه پارسیان
بیمه پارسیان یکی از شرکت‌های بیمه خصوصی در ایران است. وابسته به بانک پارسیان می‌باشد از ابتدا فقط برای کارکنان بانک پارسیان خدمات ارائه می‌داد اما اکنون برای عموم می‌باشد این شرکت از تاریخ ۲۸ اردیبهشت ۱۳۸۲ آغاز به فعالیت کرده است.
شرکت بیمه پارسیان (سهامی عام) براساس قانون تأسیس موسسات بیمه غیردولتی و طی مجوز شماره ۵۲۰۰ بیمه مرکزی ایران در عرصه بیمه کشور آغاز به کار نموده است. سرمایه شرکت درحال حاضر چهار هزار میلیارد ریال می‌باشد و از لحاظ سهم بازار بیمه‌های خصوصی، بزرگ‌ترین بیمه خصوصی ایران محسوب می‌گردد.
دارای بیش از ۷۰ شعبه و ۲۵۰۰ نماینده جنرال در سطح کشور ایران می‌باشد
عمده‌ترین سهامداران شرکت بیمه پارسیان عبارتند از :بانک پارسیان، لیزینگ پارسیان، شرکت سرمایه‌گذاری تدبیر، صبا تأمین پارسیان، گروه مالی بانک پارسیان. برند بیمه پارسیان در سال ۱۳۹۲ در دهمین جشنواره ملی قهرمانان صنعت ایران به عنوان یکی از ۱۰۰ برند برتر ایران شناخته شد.

## خدمات بیمه پارسیان

#### بیمه درمان تکمیلی پارسیان
شرکت بیمه پارسیان، بیمه تکمیلی را به صورت گروهی صادر می‌کند و شرکت‌ها و سازمان‌ها این بیمه نامه را بر اساس توافق طرفین با تعهدات متفاوت ارائه می‌کند.

#### بیمه شخص ثالث پارسیان
بیمه شخص ثالث در بین رشته‌های مختلف بیمه ای در شرکت بیمه پارسیان دارای بیشترین تعداد بیمه نامه بوده و بخش بزرگی از پرتفوی بیمه ای این شرکت را بیمه ثالث پارسیان به خود اختصاص داده است.

#### بیمه بدنه پارسیان
بیمه بدنه پارسیان یکی از کاملترین و ارزان‌ترین بیمه نامه‌های بدنه در بین شرکت‌های بیمه است که پوشش‌هایی از قبیل حادثه، آتش‌سوزی، صاعقه، انفجار و سرقت کلی خودرو و پوشش‌های اضافی مثل سرقت در جای قطعات، ایاب و ذهاب، شکست شیشه، نوسانات قیمت، بلایای طبیعی، حذف فرانشیز و …. . در زمان خرید بیمه بدنه پارسیان این شرکت تخفیفات مختلفی را به بیمه گذاران خود ارائه می‌دهد؛ و از این رو بیمه بدنه پارسیان یکی از مناسب‌ترن بیمه نامه‌ها در بین شرکت‌های بیمه مختلف می‌باشد.

#### بیمه عمر و سرمایه‌گذاری پارسیان
شرکت بیمه پارسیان، بیمه نامه‌های عمر را در طرح‌ها و انواع مختلف ارائه می‌کند و بیمه گذاران می‌توانند به انتخاب خود یکی از طرح‌های بیمه عمر این شرکت را انتخاب و خریداری نمایند.

## اعضاء هیئت مدیره
آبان ماه سال ۸۶ آیت کریمی به نمایندگی از طرف شرکت لیزینگ پارسیان، بهروز کره‌بند بوشهری به نمایندگی از طرف شرکت صندوق بازنشستگی کارکنان صنعت نفت، محمد فطانت فرد حقیقی به نمایندگی از طرف شرکت توسعه ساختمان پارسیان، علی سلیمانی شایسته به نمایندگی از شرکت بانک پارسیان، عارف نوروزی به نمایندگی از طرف شرکت گسترش سرمایه‌گذاری ایران خودرو به سمت اعضای هیئت مدیره برای بقیه مدت تصدی هیئت مدیره انتخاب شدند.
در حال حاضر اعضاء هیئت مدیره به شرح ذیل می‌باشد:
| |      |                   |                      |          |     |  |
| \| بانک پارسیان \| اصلی \| نادر صفاجو \| عضو هیئت مدیره \| موظف \| بله \| \| \| لیزینگ پارسیان \| اصلی \| کورش پرویزیان \| رئیس هیئت مدیره \| غیر موظف \| بله \| \| \| گروه مالی پارسیان \| اصلی \| هادی اویارحسین \| نایب رئیس هیئت مدیره \| موظف \| بله \| \| \| گروه سرمایه‌گذاری تدبیر \| اصلی \| علی مدرسی نیایزدی \| عضو هیئت مدیره \| موظف \| بله \| \| \| صبا تأمین پارسیان \| اصلی \| محمود تدین \| عضو هیئت مدیره \| غیر موظف \| بله \| \| |      |                   |                      |          |     |  |
| |      |                   |                      |          |     |  |
| بانک پارسیان | اصلی | نادر صفاجو        | عضو هیئت مدیره       | موظف     | بله |  |
| لیزینگ پارسیان | اصلی | کورش پرویزیان     | رئیس هیئت مدیره      | غیر موظف | بله |  |
| گروه مالی پارسیان | اصلی | هادی اویارحسین    | نایب رئیس هیئت مدیره | موظف     | بله |  |
| گروه سرمایه‌گذاری تدبیر | اصلی | علی مدرسی نیایزدی | عضو هیئت مدیره       | موظف     | بله |  |
| صبا تأمین پارسیان | اصلی | محمود تدین        | عضو هیئت مدیره       | غیر موظف | بله |  |

| بانک پارسیان           | اصلی | نادر صفاجو        | عضو هیئت مدیره       | موظف     | بله |  |
| لیزینگ پارسیان         | اصلی | کورش پرویزیان     | رئیس هیئت مدیره      | غیر موظف | بله |  |
| گروه مالی پارسیان      | اصلی | هادی اویارحسین    | نایب رئیس هیئت مدیره | موظف     | بله |  |
| گروه سرمایه‌گذاری تدبیر | اصلی | علی مدرسی نیایزدی | عضو هیئت مدیره       | موظف     | بله |  |
| صبا تأمین پارسیان      | اصلی | محمود تدین        | عضو هیئت مدیره       | غیر موظف | بله |  |